# ウイルスプラーク
ウイルスプラーク（英語: Viral plaque）は、栄養培地（例えば、寒天）内での細菌培養のように、細胞培養で形成される可視構造である。バクテリオファージウイルスは複製し拡散し、溶菌斑（プラーク）として知られる細胞破壊の領域を生成する。
プラークの数を数えることはウイルスの定量化の方法として利用できる.これらのプラークは、バクテリアのコロニーを数えるのとほぼ同じ方法で、コロニーカウンターを使用して視覚的に検出できる場合がある。しかし、それらは常に肉眼で見ることができるわけではなく顕微鏡や染色または免疫蛍光などでのみ見ることができる場合がある（例えば、真核生物の場合のニュートラルレッド、細菌の場合のギムザ染色など ）。

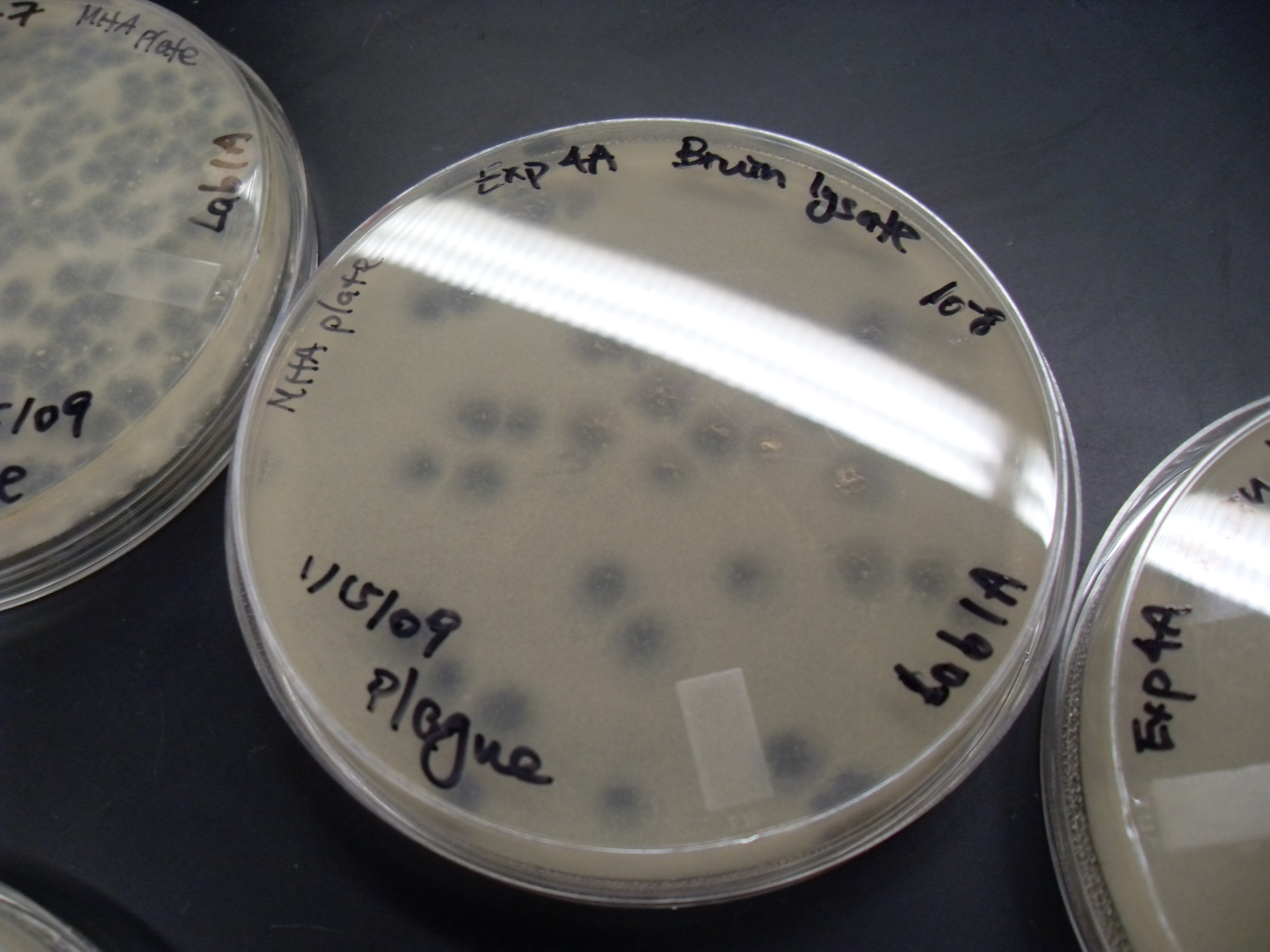
UCLA近くの堆肥堆積物から分離されたウイルスのプラーク。細菌はM. smegmatis。

プラークの外観は、宿主株、ウイルス、および状態によって異なる。高度な毒性または溶菌性の株は透明なプラークを形成する。一方、宿主の一部のみを殺す（部分的な耐性/溶原性のため）または細胞増殖速度を低下させるだけの菌株は濁ったプラークを形成する。部分的に溶原性のファージには透明なリングの中に斑点状にプラークを形成するものもある。